# منطقه اوهانگونا
منطقه اوهانگونا (به لاتین: Ohangwena Region) یکی از منطقه‌های نامیبیا است که در شمال این کشور واقع شده‌است. منطقه اوهانگونا ۱۰٬۷۰۶ کیلومتر مربع مساحت و ۲۴۵٬۱۰۰ نفر جمعیت دارد.